# Martin Karlsson (journalist)
Martin Karlsson, född 1981, är en svensk journalist. 2004 till 2006 var han redaktör på samhällsmagasinet Tromb. Mellan 2006 och 2011 var han redaktör för Faktum där han också verkade som tillförordnad chefredaktör i två omgångar. 2011 grundade han och Per Adolfsson Tidningen Skriva, och delade på uppdraget som chefredaktör. Efter att Offside Press AB köpt Tidningen Skriva övergick Karlsson 2016 till att vara digitalchef för Offside Press.
Karlsson är utbildad på en journalistutbildning i Göteborg.